# Tatra T2
Tatra T2 je tip čehoslovačkog tramvaja proizveden u tvornicama ČKD Tatra i ČKD Stalingrad od druge polovice 1950. do početka 1960. godina.

## Verzije tramvaja i rekonstrukcije
- Tatra T2
- Tatra T2SU (za Sovjetski Savez)
- Tatra T2R (diodna oprema TR37)

## Konstrukcija
T2 (originalno TII) dolazi iz koncepcije svoga prethodnika, Tatra T1. To je jednosmjerno četveroosovinsko tramvajsko vozilo. Karoserija se produžila i raširila te je izgledom sličnija koncepciji PCC. Na jednoj strani su troja vrata (verzija T2SU ima dvoja vrata). Tramvaji su imali diodnu regulaciju TR36. Tramvaj može voziti na 1435 mm kolosijeku, ali i na 1000 mm, te na drukčije širine kolosijeka, za razliku od tramvaja T1. Tramvaji su opremljivani trolom. S prednje i stražnje strane su otvori za regulativne kabele. Tramvaji su imali jedan svjetlosni far s prednje stane.

## Prototip
Između 1954. i 1955. godine su napravljena prva dva tramvaja T2. Oba tramvaja su 1955 godine isprobavani u Pragu (prvi prototip je g.b. 6001, drugi 6002). Prvi prototip je 1964. poslan u Olomouc s garažnim brojem 115, a 1985. je poslan na rezalište.
Drugi prototip je isprobavan u Liberecu na 1000 mm kolosijeku. Zatim je predan Bratislavi gdje je vozio do 1977. godine. Na kraju je predan Pragu, a od 1999. godine je dio muzeja javnog gradskog prijevoza u Pragu.

## Nabave tramvaja
Ukupno je bilo proizvedeno 771 tramvaj u godinama 1955. – 1962.
| Država   | Grad            | Tip  | Količina tramvaja | Garažni brojevi | Godine proizvodnje | Izmjene                      | Izvori |
| -------- | --------------- | ---- | ----------------- | --------------- | ------------------ | ---------------------------- | ------ |
| Češka    | Brno            | T2   | 94                | 401-494         | 1957. – 1962.      |                              | [ 2 ]  |
| Češka    | Liberec         | T2   | 14                | 10-23           | 1959. – 1961.      |                              | [ 3 ]  |
| Češka    | Most-Litvínov   | T2   | 36                | 235-270         | 1961. – 1962.      |                              | [ 4 ]  |
| Češka    | Olomouc         | T2   | 4                 | 111-114         | 1960. – 1961.      |                              | [ 5 ]  |
| Češka    | Ostrava         | T2   | 100               | 600-699         | 1958. – 1962.      |                              | [ 6 ]  |
| Češka    | Plzeň           | T2   | 26                | 134-159         | 1960. – 1962.      |                              | [ 7 ]  |
| Češka    | Prag            | T2   | 2                 | 6001, 6002      | 1955.              | Prototipni tramvaji          | [ 8 ]  |
| Češka    | Ústí na Labi    | T2   | 18                | 151-168         | 1960. – 1962.      |                              | [ 9 ]  |
| Rusija   | Ekaterinburg    | T2SU | 65                | 301-367         | 1958. – 1962.      | G.b. 351 i 352 su propuštena | [ 10 ] |
| Rusija   | Moskva          | T2SU | 180               | 301-480         | 1959. – 1962.      |                              | [ 11 ] |
| Rusija   | Sankt-Peterburg | T2SU | 2                 | 1001, 1003      | 1959.              |                              | [ 10 ] |
| Rusija   | Rostov na Donu  | T2SU | 40                | 321-360         | 1958. – 1959.      |                              | [ 10 ] |
| Rusija   | Samara          | T2SU | 43                | 501-542         | 1958. – 1962.      | G.b. 528 je ponovljen 2 puta | [ 11 ] |
| Slovačka | Bratislava      | T2   | 66                | 201-266         | 1959. – 1962.      |                              | [ 12 ] |
| Slovačka | Košice          | T2   | 31                | 212-242         | 1958. – 1962.      |                              | [ 13 ] |
| Ukrajina | Kijev           | T2SU | 50                | 5002-5051       | 1960. – 1962.      |                              | [ 14 ] |

Praški javni prijevoznik je naručio 5 tramvaja tipa T2, ali zbog nedostatka kapaciteta tvornice tramvaji nisu nikad dostavljeni.
Jedini grad na svijetu, koji ima tramvaje T2 (T2R) u redovnom prometu je Liberec.

## Povijesna vozila
| Grad         | Garažni broj | Tvrtka                          | Tip  | Godina proizvodnje | Povijesni od       | Izvori |
| ------------ | ------------ | ------------------------------- | ---- | ------------------ | ------------------ | ------ |
| Bratislava   | 215          | DPB                             | T2   | 1959.              | ranih 1990. godina | [ 16 ] |
| Brno         | 473          | TMB                             | T2   | 1961.              | 1988.              | [ 17 ] |
| Ekaterinburg | 359          | EMUP "TTU" (javni prijevoznik)  | T2SU | 1962.              | 1998.              | [ 18 ] |
| Košice       | 212          | DPMK                            | T2   | 1960.              | 2001.              | [ 19 ] |
| Liberec      | 17           | DPMLJ                           | T2R  | 1961.              | 2012.              | [ 20 ] |
| Moskva       | 378          | Mosgortrans (javni prijevoznik) | T2SU | 1960.              | 1990. godina       | [ 21 ] |
| Ostrava      | 681          | DPO                             | T2   | 1961.              | 1998.              | [ 22 ] |
| Plzeň        | 133          | PMDP                            | T2R  | 1958.              | 2007.              | [ 23 ] |
| Prag         | 6002         | DPP                             | T2   | 1955.              | 1977.              | [ 24 ] |